# Amenhotep (alkirály)
Amenhotep ókori egyiptomi hivatalnok, Kús alkirálya, a déli földek felügyelője volt a XVIII. dinasztia idején, valószínűleg IV. Thotmesz uralkodása alatt.
Szehel szigetén említi egy sziklafelirat. Alkirályi címe mellett viselte az „Ámon jószágainak felügyelője”, „Felső- és Alsó-Egyiptom munkálatainak felügyelője”, „őfelsége istállóinak elöljárója”, „a déli idegen földek felügyelője” és a „királyi írnok” címeket is. A feliratot nem datálja uralkodói név, az oxfordi Ashmolean Museumban azonban van egy sztélé, melyet „a király fia”, „Ámon jószágainak felügyelője” és „kúsi bizalmas” Amenhotep állíttatott, aki feltehetőleg azonos Amenhotep alkirállyal (a „király fia” cím itt alkirályi címként értendő), ezen a sztélén pedig szerepel IV. Thotmesz neve. Amenhotep egy Dejr el-Medinában talált szoborról is ismert. Az alkirályi pozícióban elődje valószínűleg Uszerszatet, utódja Merimosze volt.

## Fordítás
- Ez a szócikk részben vagy egészben  az   Amenhotep (Viceroy of Kush) című angol Wikipédia-szócikk ezen változatának fordításán alapul.  Az eredeti cikk szerkesztőit annak laptörténete sorolja fel. Ez a jelzés csupán a megfogalmazás eredetét és a szerzői jogokat jelzi, nem szolgál a cikkben szereplő információk forrásmegjelöléseként.